# Streifenkaninchen
Die Streifenkaninchen (Nesolagus) sind eine Gattung aus der Familie der Hasen (Leporidae). Sie unterscheiden sich von allen anderen Hasen durch die gestreifte Fellzeichnung. Ihre Grundfärbung ist grau auf der Oberseite und weiß auf der Unterseite, mehrere dunkelbraune oder schwarze Streifen ziehen sich am Rücken, an den Flanken und im Gesicht entlang. Die Ohren sind sehr kurz. Mit einer Kopf-Rumpf-Länge von 37 bis 42 Zentimetern und einem Gewicht von rund 1,5 Kilogramm zählen sie zu den kleineren Hasenarten. Die Gattung umfasst zwei Arten, das Sumatra-Kaninchen und das Annamitische Streifenkaninchen.

## Arten

### Sumatra-Kaninchen
Das Sumatra-Kaninchen (N. netscheri) kommt ausschließlich im Westen der indonesischen Insel Sumatra vor. Sein Lebensraum sind Gebirgswälder zwischen 600 und 1600 Metern Höhe. Sumatra-Kaninchen sind äußerst scheue, nachtaktive Tiere, tagsüber ziehen sie sich in Erdhöhlen oder Baue von anderen Tieren zurück. Ihre Nahrung sind Blätter und Pflanzenstängel.
Dieses Tier zählt zu den seltensten Säugetieren überhaupt. Nach mehreren Sichtungen zwischen 1880 und 1916 dauerte es bis 1972, bis man erneut lebende Exemplare beobachten konnte. Hauptgrund für die Bedrohung ist der Verlust des Lebensraumes durch großflächige Waldrodungen zur Errichtung von Plantagen. Eine Schätzung aus dem Jahr 1996 geht von 250 lebenden Exemplaren aus, die IUCN stuft die Art als „gefährdet“ (vulnerable) ein.

### Annamitisches Streifenkaninchen
Das Annamitische Streifenkaninchen (N. timminsi) wurde erst im Jahr 2000 wissenschaftlich beschrieben. Die ersten Teile dieses Tieren fand man auf einem Lebensmittelmarkt in Laos, seither wurde es auch in Vietnam gesichtet.
Das Annamitische Streifenkaninchen lebt in feuchten, immergrünen Wäldern auf den seewärtigen Hängen des Truong-Son-Gebirges in Gegenden, in denen es keine oder nur eine kurze Trockenperiode gibt. Meist wird es in Höhen unter 1000 Meter angetroffen. Da es einige Sichtungen auch in intensiv bewirtschafteten Gegenden (keine Kahlschläge) gibt, ist die Verschlechterung des Habitats wahrscheinlich nicht die größte Bedrohung der Art. Die hauptsächliche Bedrohung geht von der Bejagung mit Fallen aus.

## Systematik
Die Streifenkaninchen werden als eigenständige Gattung den Hasen (Leporidae) zugeordnet. Die wissenschaftliche Erstbeschreibung erfolgte 1899 durch Charles Immanuel Forsyth Major.
Auf der Basis von molekularbiologischen Daten wurde von Conrad A. Matthee et al. 2004 ein Kladogramm entwickelt, das die phylogenetischen Verwandtschaften der Gattungen innerhalb der Hasen zueinander darstellt. Demnach werden die Streifenkaninchen einem Taxon bestehend aus dem afrikanischen Buschkaninchen (Poelagus marjorita) und den ebenfalls in Afrika heimischen Rotkaninchen (Pronolagus) als Schwestergruppe gegenübergestellt. Gemeinsam bildet diese Gruppe die Schwestergruppe zu allen übrigen Gattungen der Hasen.

## Belege
1. 1 2 3  Conrad A. Matthee, Bettine Jansen Van Vuuren, Diana Bell Terence J. Robinson: A Molecular Supermatrix of the Rabbits and Hares (Leporidae) Allows for the Identification of Five Intercontinental Exchanges During the Miocene. Systematic Biology 53 (3); S. 433–447. (Abstract)
2. 1 2  Don E. Wilson & DeeAnn M. Reeder (Hrsg.): Nesolagus in Mammal Species of the World. A Taxonomic and Geographic Reference (3rd ed).